# Banamba-Izir
Pour les articles homonymes, voir Banamba (homonymie).
Banamba-Izir est une localité située dans le département de Batié de la province du Noumbiel dans la région Sud-Ouest au Burkina Faso.

## Santé et éducation
Le centre de soins le plus proche de Banamba-Izir est le centre médical avec antenne chirurgicale (CMA) provincial de Batié.